# Albert Heinrich Walenta
Albert Heinrich Walenta (Naugard, 2 de outubro de 1943) é um físico alemão.

## Formação e carreira
Walenta estudou física em Berlim e Heidelberg de 1963 a 1969 e foi até 1976 wissenschaftlicher Mitarbeiter no Instituto de Física da Universidade de Heidelberg. Obteve um doutorado em 1972 com a tese Lokalisierung von Teilchenspuren durch Messung der Elektronendriftzeit in großflächigen Proportionalzählern e a habilitação em 1975. Foi de 1976 a 1981 „Visiting and Full Scientist“ no Laboratório Nacional de Brookhaven in Upton, Nova Iorque, sendo nomeado em 1981 professor de física experimental na Universidade de Siegen. Walenta foi de 1997 a 2002 reitor da Universidade de Siegen. Walenta foi de 1 de janeiro de 2000 a 31 de dezembro de 2003 membro do conselho do Deutscher Akademischer Austauschdienst.

## Prêmios
- 1973 Prêmio Gustav Hertz, Deutsche Physikalische Gesellschaft
- 1986 Prêmio Gottfried Wilhelm Leibniz, Deutsche Forschungsgemeinschaft